# Miecz karoliński

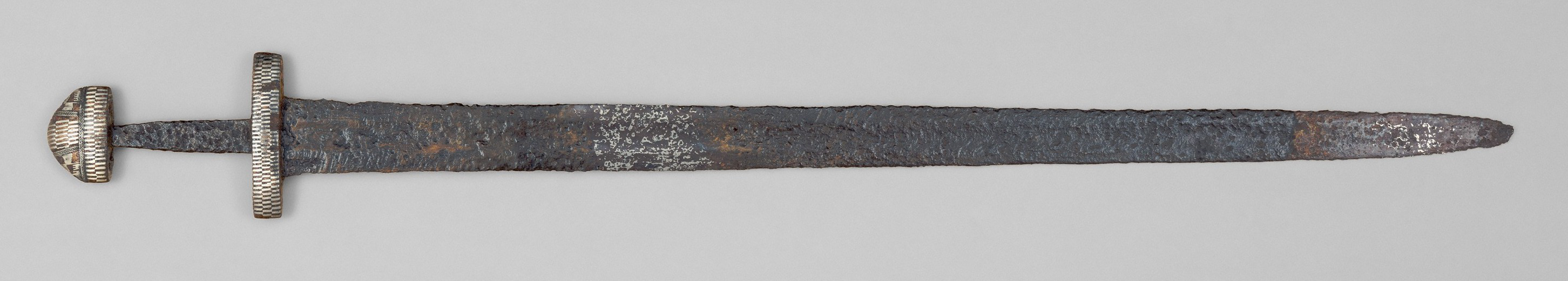
Miecz karoliński (wikiński)

Miecz karoliński (wikiński) – zachodnioeuropejski miecz charakterystyczny dla epoki Merowingów i Karolingów, stosowany w okresie od VIII do XI wieku. 

## Opis
Całkowita długość mieczy karolińskich wynosiła około 1 metra. Charakteryzowały się one rękojeścią o dwudzielnej głowicy złożonej z poziomej krótkiej i grubej sztabki (na sztabce część umieszczana w postaci stożka lub trzech wachlarzowato ułożonych guzów) zbliżonej kształtem do jelca. Posiadały krótki i masywny trzon oraz jelec w kształcie krótkiej i grubej sztabki. Taka forma rękojeści przekształciła się z czasem, tworząc wiele wariantów typowych (na przykład trójdzielne krótkie jelce). Głownie mieczy karolińskich z wyodrębnionymi zbroczami nieznacznie przewężały się ku szczytowi.
Miecz wikiński to współcześnie stosowane (za niemiecką literaturą przedmiotu) określenie mieczy w typie karolińskim, pochodzących ze znalezisk z terenu Skandynawii. Głownie tych mieczy są prawie jednakowe, o długości około 1 metra. Pochodzą przeważnie z Nadrenii, o czym świadczą napisy i znaki producentów. Głownie były eksportowane szeroko na ziemie słowiańskie i do Skandynawii, gdzie były oprawiane według miejscowego gustu. Jelce przeważnie w formie sztabki. Głowice w formie krążków, zwieńczonych półkul, trój- i pięciodzielnych grzybków, stożków i tym podobnych. Również w wielu krajach działały rodzime ośrodki miecznicze.
Pierwszym autorem klasyfikacji mieczy tego okresu był norweski archeolog Jan Petersen (De norske vikigesverd, Oslo 1919), który oparł swą klasyfikację przede wszystkim na różnicach w kształcie głowic, na podstawie mieczy głównie ze Skandynawii. R.E. Wheeler (London and Vikings, London 1927) uprościł stary system i zredukował do dziewięciu typów I-X, oznaczając je jako wikińskie.